# شرمن (تگزاس)
شرمن، تگزاس(به انگلیسی: Sherman, Texas) شهری در ایالت تگزاس از ایالات جنوبی ایالات متحده آمریکا است. در سرشماری سال ۲۰۰۰، جمعیت این شهر ۳۸۴۰۷ نفر اعلام شد.